# Льох
Льох, також по́гріб (зокрема, так можуть називати простий льох без східців), склеп, пивни́ця — заглиблена у землю споруда (сховище) для цілорічного зберігання харчових продуктів. Може бути розміщена окремо або під житловим будинком, господарською будівлею.

## Історія
Льох — невіддільна споруда більшості українських селянських господарств. Важко собі уявити сільські подвір'я без цієї споруди. Здавна в них запасали і зберігали протягом тривалого часу продукти, овочі, фрукти, варення, соління.

В ході реалізації австрійської програми міграції німців до Галичини в XVIII і XIX ст., яка передбачала споруджування державним коштом приватних житлових (та інших) споруд для мігрантів, будинки складалися із сіней, комори, та п'яти житлових приміщень. Під багатьма будинками німецьких поселенців споруджувалось одна або дві камери підвальних приміщень — пивниць.

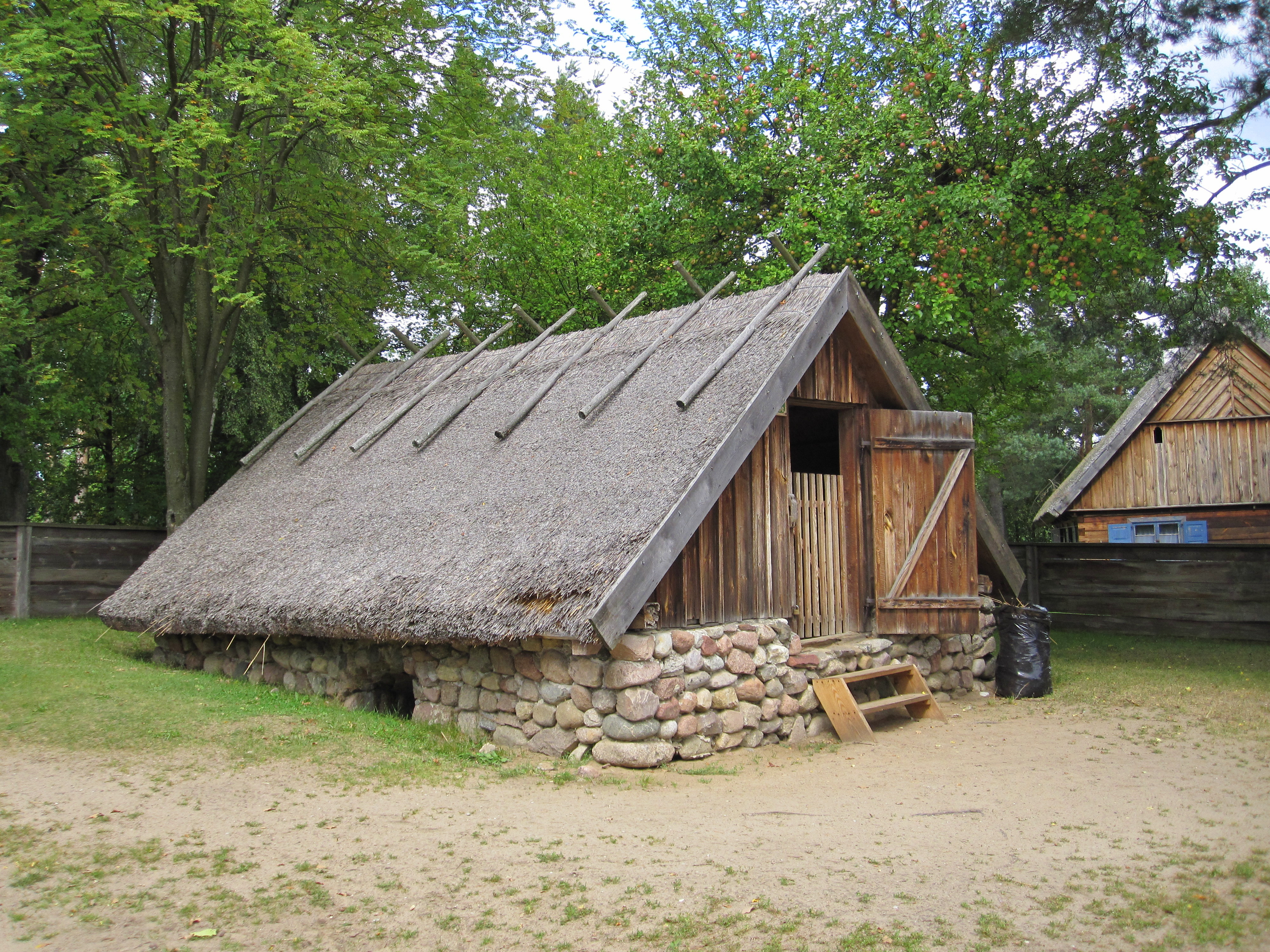
Наземний льох. Етнографічний парк в Ольштинеку, Польща

У Поліссі високий рівень ґрунтових вод не дозволяв робити справжні погреби. Тому замість льоху в сінях часто відгороджували додаткову комору для зберігання овочів — степку.

## Види льохів
- Заглиблений земляний;
- Наземний земляний;
- Насипний;
- Пристінний льох, наземний прибудований;
- Бетонний (цегляний) льох.
- Підвал будинку (підпілля)

## Влаштування

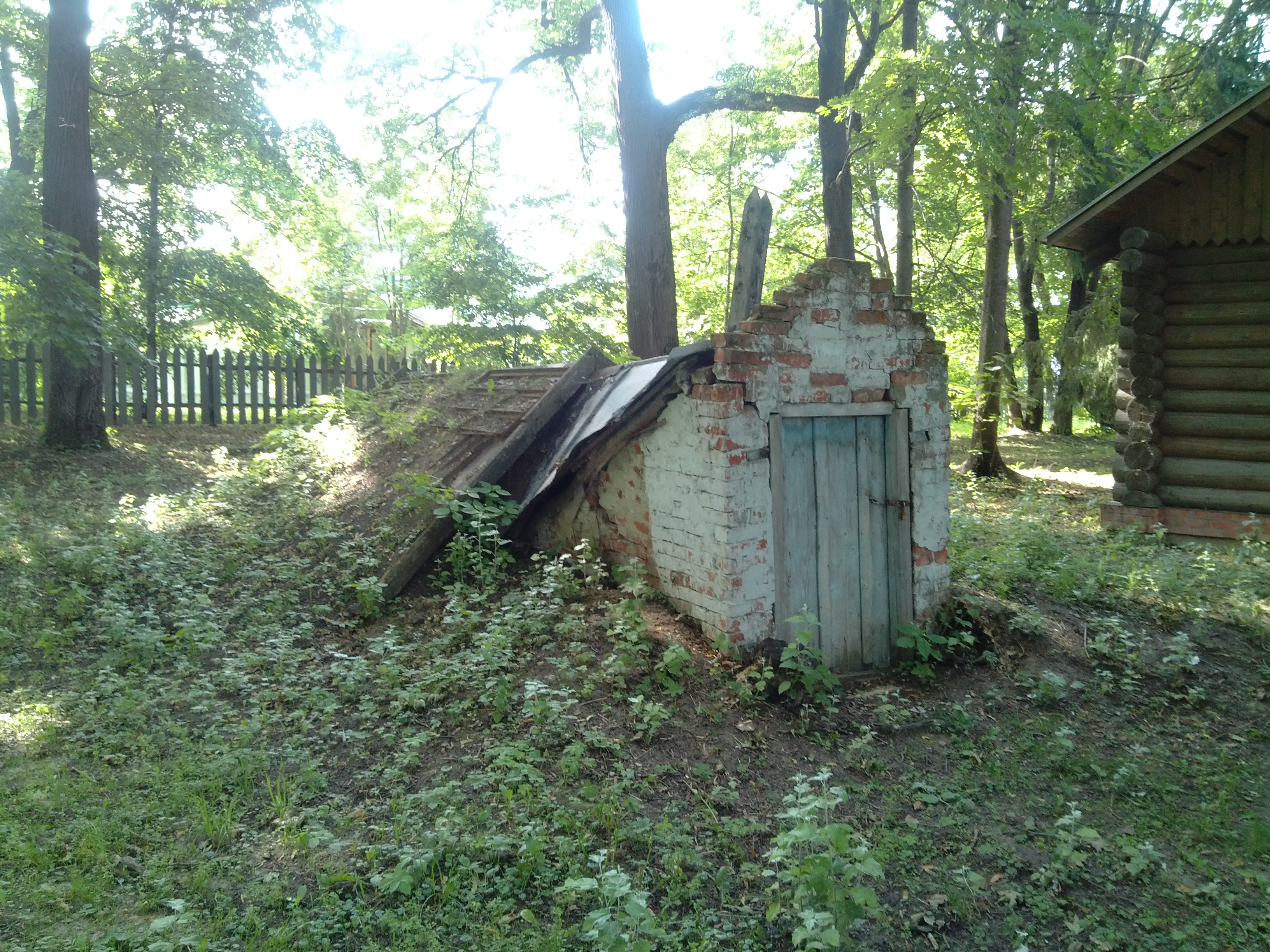
Напівзруйнований погрібник. Садиба Меліхово

Найбільш поширена конструкція погреба являє собою яму з критим верхом і укріпленими стінами або ж нижню нежитлову частину будинку, підвал. Стіни льоху зазвичай виконують з цегли, каменю, бетону, дерева та інших будівельних матеріалів. У щільному ґрунті стіни не облицьовують взагалі (наприклад, льох-глечик). У погребі постійно зберігаються певні умови:
- затемнення;
- свіже, чисте повітря;
- знижена температура[8].

У разі окремого розташування погреба над ним встановлюється легка надбудова — погрібни́к (розм. пригре́биця), що зачиняється дверима. Для вентиляції погреби оснащують витяжною трубою з дефлектором.